# Drachenhöhle bei Mixnitz

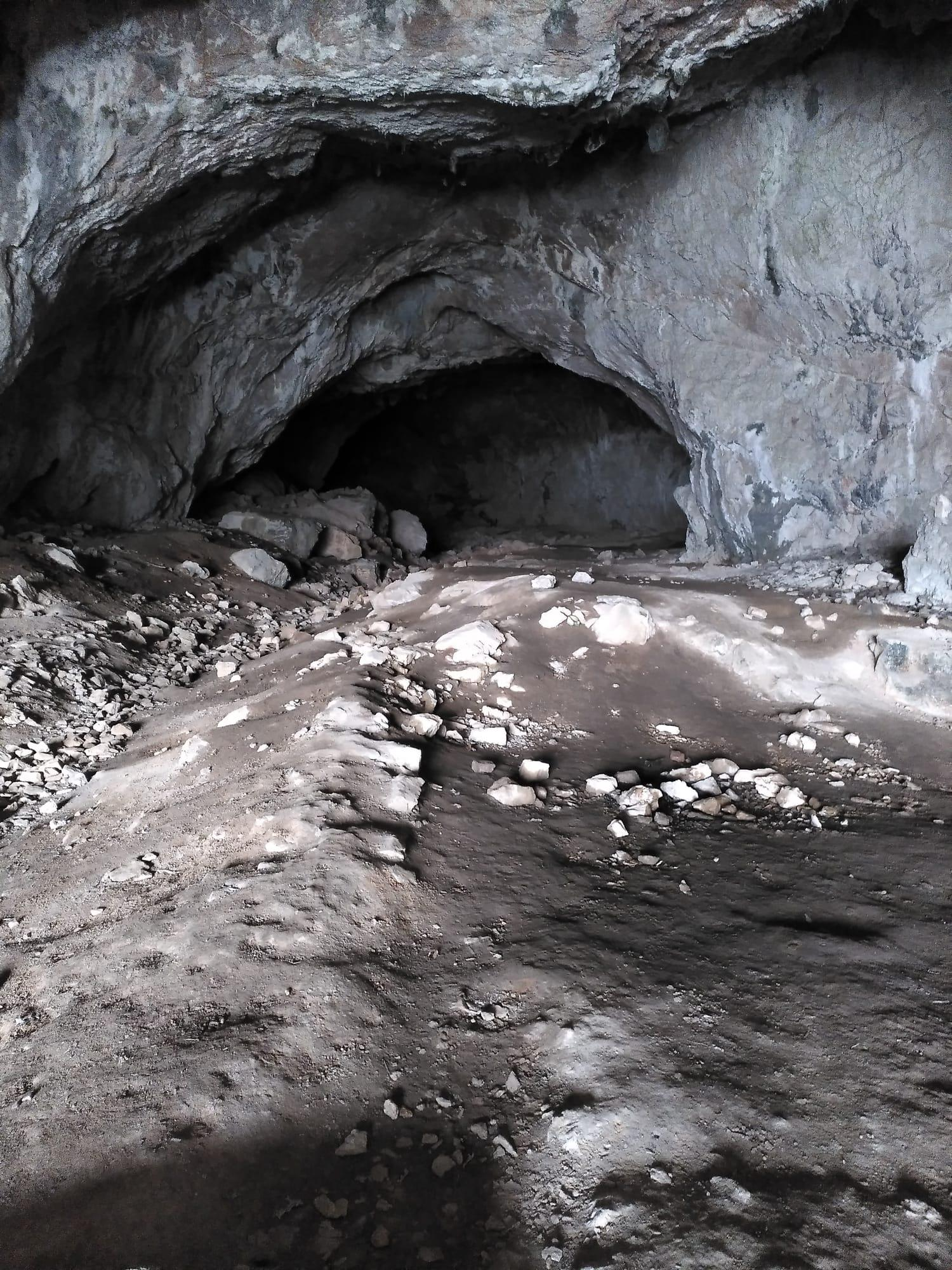
Blick aufs Innere vom Standpunkt Höhleneingang

Die Drachenhöhle, früher auch Kogellucken genannt, bei Mixnitz befindet sich in 950 m ü. A. im Röthelstein südlich von Bruck an der Mur, Steiermark in Österreich.
Funde von altsteinzeitlichen Steingeräten aus dem Aurignacien und Reste von Feuerstellen aus der Warmphase der Würm-Eiszeit zwischen 65.000 und 31.000 v. Chr. belegen einen frühen Besuch der Höhle durch den Menschen. Aus der Hauptkulturschicht liegen insgesamt rund 800 Artefakte vor.
Die Höhle war bei der Bevölkerung schon immer bekannt, da das fünfzehn Meter hohe und zwanzig Meter weite Portal weithin sichtbar ist. Zahlreiche Knochen von Höhlenbären wurden für die Reste von Drachen gehalten. Davon zeugt insbesondere auch die Sage vom Drachentöter von Mixnitz.
Nach dem Ersten Weltkrieg wurde 1919 aus Mangel an Düngemitteln mit dem Abbau der bis zu zwölf Meter dicken Ablagerungen von Fledermausguano begonnen. Zu diesem Zweck wurde eine Seilbahn zum Höhleneingang gebaut. Mit einem Abbau von 3000 Tonnen war die Drachenhöhle die Hauptquelle der Österreichischen Höhlendüngeraktion und trug zum Fund zahlreicher Höhlenbärenknochen bei. Die Anzahl der gefundenen Individuen wird auf 30.000 geschätzt. Einige Höhlenbärenknochen können im Landesmuseum Joanneum in Graz sowie im Naturhistorischen Museum in Wien besichtigt werden. Der Abbau wurde 1923 nach Erschöpfung der Ressource eingestellt, die Infrastruktur bis auf wenige Mauerreste (gemauertes Seilbahnfundament neben dem Höhlenportal) entfernt. 

## Erforschungsgeschichte
- 1387 erreichte Pfarrer Otto von Bruck 500 Meter nach dem Eingang den großen Dom. Der Wappenstein erinnert an diese Expedition
- 1921 wurde im Zuge der Abbauarbeiten von Höhlendünger das Windloch entdeckt, ein weit verzweigter und schwierig befahrbarer Seitenteil mit Schächten
- 1923 habilitierte sich Kurt Ehrenberg (1896–1979) mit seiner Schrift „Die ontogenetische Entwicklung des Höhlenbären aus der Drachenhöhle von Mixnitz, Steiermark“ am Paläobiologischen Institut der Universität Wien[1]
- 1931 erschien die Monografie Die Drachenhöhle bei Mixnitz der Paläontologen Othenio Abel und Georg Kyrle
- 1973 wurde mit der genauen Vermessung des Hauptganges und des Windlochs von Mitgliedern des Landesvereines für Höhlenkunde in der Steiermark begonnen
- 1978 wurde die Erforschung durch den Verein für Höhlenkunde in Langenwang fortgesetzt
- 1983 übernahm der Verein für Höhlenkunde St.Lorenzen/Mürztal „Höhlenbären“ die Forschung